# لورينزو ريكيلمي
لورينزو ريكيلمي (بالإيطالية: Lorenzo Richelmy)‏ هو ممثل إيطالي ولد في يوم 25 مارس 1990 في مدينة لا سبيتسيا، اشتهر بالتمثيل في أفلام نتفليكس، ومثل دور ماركو بولو في مسلسل ماركو بولو.

## روابط خارجية
- لورينزو ريكيلمي على موقع IMDb (الإنجليزية)
- لورينزو ريكيلمي على موقع ألو سيني (الفرنسية)
- لورينزو ريكيلمي على موقع أول موفي (الإنجليزية)
- لورينزو ريكيلمي على موقع قاعدة بيانات الفيلم (الإنجليزية)
- لورينزو ريكيلمي على موقع كينوبويسك (الروسية)